# Dallas Schaefer
Dallas Schaefer (* in North Dakota) ist ein US-amerikanischer Schauspieler.

## Leben
Schaefer wurde im US-Bundesstaat North Dakota geboren, wo er auch aufwuchs und eine High School und das College besuchte. Nach seinem Abschluss reiste er mit einem Working-Holiday-Visum insgesamt drei Jahre durch Australien und Neuseeland. Während dieser Zeit entdeckte er das Schauspiel für sich. 2018 zog er nach Los Angeles und erhielt ab dem Folgejahr erste Besetzungen in verschiedenen Kurzfilmen. Er erhielt eine einjährige Schauspielausbildung am Whitefire Theatre. Seit 2020 wirkt er in verschiedenen Rollen in der Webserie Boytalk mit, für dessen Produktion er außerdem zuständig ist. Im selben Jahr stellte er im B-Movie Airliner Sky Battle die Rolle des Will dar. 2022 spielte er im Musikvideo zum Lied Hello Anxiety der Punk-Rock-Band Bowling for Soup mit.

## Filmografie (Auswahl)
- 2019: Urine Trouble (Kurzfilm)
- 2019: See Me (Kurzfilm)
- 2019: Día De Las Carpas (Kurzfilm)
- 2020: Man of Action (Kurzfilm)
- 2020: Trick or Treat Covid 19 (Kurzfilm)
- 2020: Killer Siblings (Fernsehdokuserie, Episode 2x01)
- 2020: Airliner Sky Battle
- 2020: The Council
- seit 2020: Boytalk (Websehserie)
- 2021: Diaspora (Kurzfilm)
- 2021: The Call Center from Hell (Kurzfilm)
- 2022: The Legend of Firelily (Miniserie, Episode 1x01)